# 李時明
李 時明（イ・シミョン、朝鮮語: 이시명、1590年 - 1674年）は、朝鮮の文臣、宋明理学者。南人。李滉の死後、その学統を受け継ぎ後代に伝えた。
本貫は載寧李氏。号は石溪（ソッケ、석계）、崇禎處士（スンジョンチョサ、숭정처사）。字は晦叔（フェソク、회숙）。
息子に学者の李徽逸、理論家の李玄逸などがいる。妻は飲食知味方を執筆した貞夫人安東張氏。

## 生涯
県監であり、死後吏曹参判に贈職された南人の李涵のもとに生まれた。彼の先代はもともと漢城址の士大夫家だったが、祖父の通政大夫李璦が領海に定着したことで慶尚道に根付くようになった。彼はかつて李滉の2大文人であるキム・ソンイルと柳成龍の学統を継承した張興孝の門下で修学し、続いて張興孝の娘、張啓香もとい貞夫人安東張氏と結婚して彼の婿となった。 学者の李徽逸と後に李朝参判と判書を歴任した南人の理論家李玄逸は彼の息子たちだった。1612年(光海君4年)、司馬市に合格して成都館に入ったが、北人の仁徳王廃帽論と永昌大君、任海軍を死刑させた光海君の政策に嫌気がさして成均館を中退、過去を断念した。 その後、故郷に戻り、師匠であり義父である張興孝に学問を学び続け、後に書室を建てて後学を養成し、学問として一家を築いた。その後、西人政権が発足した後、山林重用政策によって何度も朝廷の推薦を受けたが、固辞して故郷で学問研究と後進養成に専念した。1636年（仁祖14年） 丙子の乱以後朝廷の敗戦の知らせを聞いて恥じらい、隠居した。その後遅れたが学業に推挙され、再び官職にジェス、江陵の参奉に任命されたが赴任していない。1640年（仁祖18年） 慶尚北道英陽郡の石保に移り引き続き学問研究に専念し、1653年（孝宗4年）には英陽の首比に、1672年（玄宗13年）には安東の兜率院を行き来し後進の養成に注力した。詩文に長け、草書もよく書き、特に退渓の李滉の学統を継ぎ、退渓の弟子たちである龍成慧、キム・ソンイルから学んだ理系学派の発展と定着に寄与した。1693年に李玄逸の出世により嘉善大夫と資憲大夫に重ねて追贈された。

## 著名な家族・親類
- 妻: 貞夫人安東張氏（1598年 - 1680年）
  - 子供1: 李徽逸（1619年 - 1672年）
  - 子供2: 李玄逸（1627年 - 1704年）
  - 子供3: 李嵩逸（1631年 - 1698年）
- 義父: 張興孝